# فريدريك فان إيدن

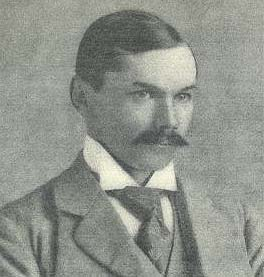
فريدريك فان إيدن

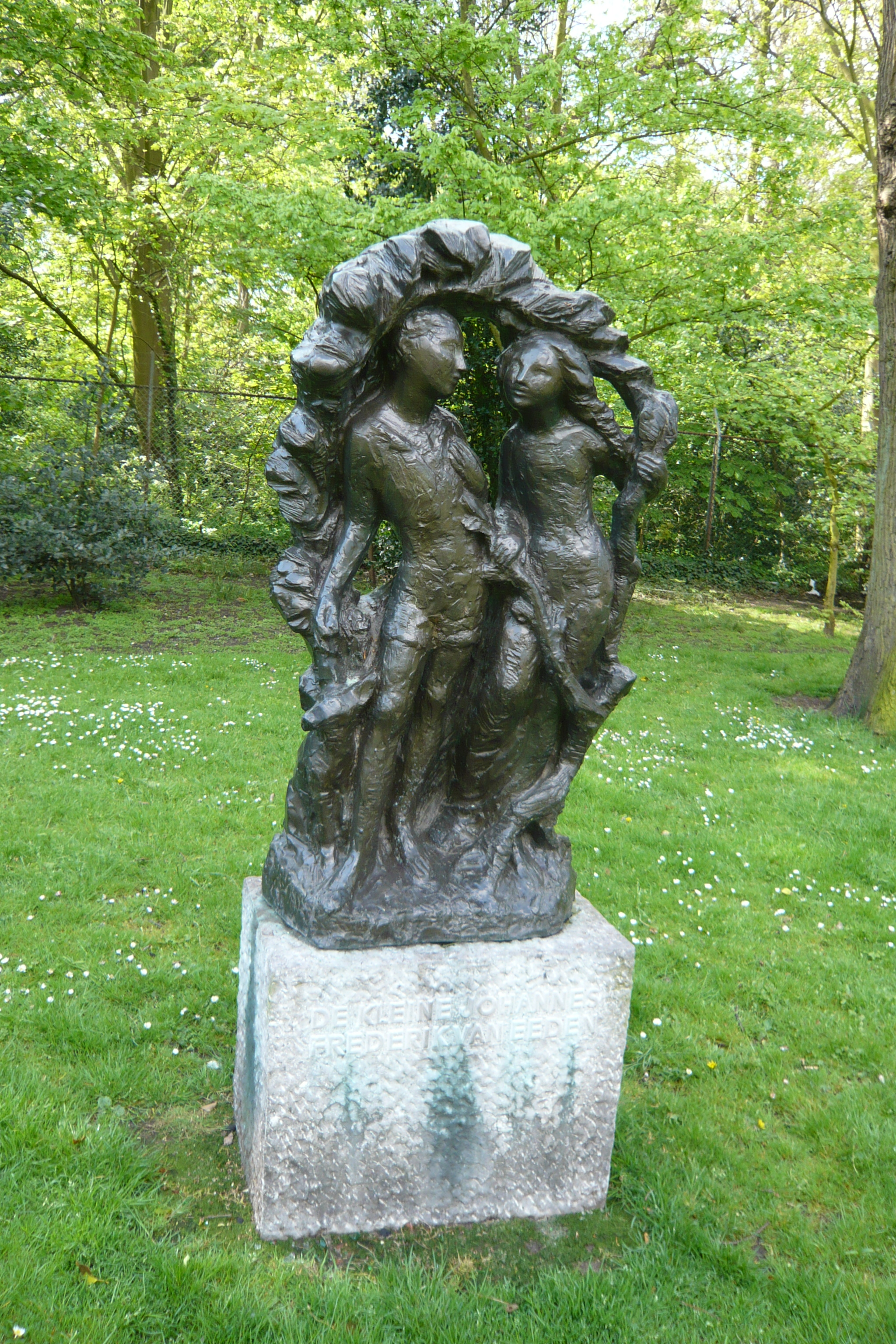
يوهانس الصغير للفنان Mari Andriessen، في Frederickspark، هارلم.

فريدريك فان إيدن (بالهولندية: Frederik van Eeden)‏ (3 أبريل 1860، هارلم هولندا - 16 يونيو 1932، بوسوم) كان كاتباً وطبيباً نفسياً هولندياً في أواخر القرن 19 وأوائل القرن 20. وكان عضواً بارزاً في Tachtigers، وكان الأعلى بين محرري De Nieuwe Gids (الدليل الجديد) خلال جلساتها الشهيرة في السنوات القليلة الأولى من النشر، ابتداء من عام 1885.

## روابط خارجية
- فريدريك فان إيدن على موقع IMDb (الإنجليزية)
- فريدريك فان إيدن على موقع الموسوعة البريطانية (الإنجليزية)
- فريدريك فان إيدن على موقع ميوزك برينز (الإنجليزية)
- فريدريك فان إيدن على موقع قاعدة بيانات الفيلم (الإنجليزية)

## أعمال منشورة
- Van Eeden، Frederick (أغسطس 1911). "The Quest For A Happy Humanity, First Article: The Essential Injustice Of Society". The World's Work: A History of Our Time. ج. XXII: 14702–14713. مؤرشف من الأصل في 2020-05-02. اطلع عليه بتاريخ 2009-07-10. {{استشهاد بدورية محكمة}}: الوسيط غير المعروف |authormask= تم تجاهله يقترح استخدام |author-mask= (مساعدة)
- Van Eeden، Frederick (سبتمبر 1911). "The Quest For A Happy Humanity, Second Article: As Poet And Doctor". The World's Work: A History of Our Time. ج. XXII: 14873–14881. مؤرشف من الأصل في 2020-05-02. اطلع عليه بتاريخ 2009-07-10. {{استشهاد بدورية محكمة}}: الوسيط غير المعروف |authormask= تم تجاهله يقترح استخدام |author-mask= (مساعدة)
- Van Eeden، Frederick (أكتوبر 1911). "The Quest For A Happy Humanity, Last Article: How I Came To See The Essential Wrong Underlying Commercial Life - The Way Out". The World's Work: A History of Our Time. ج. XXII: 15006–15010. مؤرشف من الأصل في 2020-05-02. اطلع عليه بتاريخ 2009-07-10. {{استشهاد بدورية محكمة}}: الوسيط غير المعروف |authormask= تم تجاهله يقترح استخدام |author-mask= (مساعدة)